# Bravely Default
Bravely Default, chamado no Japão de Bravely Default: Flying Fairy (ブレイブリーデフォルト フライングフェアリー, Bureiburī Deforuto: Furaingu Fearī), é um jogo eletrônico de RPG desenvolvido pela Silicon Studio e publicado pela Square Enix e Nintendo. Ele foi originalmente lançado apenas no Japão em outubro de 2012, enquanto uma edição expandida intitulada For the Sequel estreou em dezembro de 2013 no Japão e Europa e em fevereiro do ano seguinte na América do Norte. A jogabilidade emprega um sistema de batalha por rodadas e um sistema de funções, além de incorporar opções para combinar habilidades de diferentes funções e ajustar a velocidade dos combates e a frequência de ocorrência dos encontros randômicos.
A narrativa do jogo se passa no mundo fantástico de Luxendarc, que é mantido em equilíbrio pela existência de quatro cristais elementais que são protegidos pela Ortodoxia do Cristal, um grupo religioso muito poderoso e cuja influência abrange todo o mundo. Agnès Oblige, vestal do Cristal do Vento, é forçada a começar uma jornada a fim de despertar os outros cristais depois deles terem sido consumidos pela escuridão. Ela alia-se com o pastor Tiz Arrior, o vadio Ringabel e a soldada Edea Lee e juntos partem pelo mundo para alcançarem os cristais e confrontar o grande mau responsável pelos eventos.
O desenvolvimento de Bravely Default começou como uma sequência Final Fantasy: The 4 Heroes of Light, porém foi alterado para tornar-se um jogo autônomo com sua própria história e jogabilidade, apesar de ter mantido alguns elementos da série Final Fantasy. O produtor Tomoya Asano de The 4 Heroes of Light retornou para produzir Bravely Default. Os desenhos dos personagens foram criados por vários artistas, incluindo o diretor de arte Akihiko Yoshida e Atsushi Okubo. O título foi influenciado por jogos e séries de televisão ocidentais, com elementos individuais sendo inspirados por aspectos de Dragon Quest e Higurashi no Naku Koro ni. A música foi composta por Revo e tinha a intenção de evocar o sentimento de séries clássicas como Dragon Quest e SaGa.
Bravely Default foi anunciado em setembro de 2011. Vários demos foram disponibilizados antes de seu lançamento, com a equipe ajustando o jogo baseados nas opiniões dos jogadores. For the Sequel foi escolhida para ser lançada no ocidente, sendo localizada sem um subtítulo. Bravely Default foi aclamado pela crítica e teve bons números de vendas no oriente e ocidente. Os principais pontos de elogio foram a jogabilidade, narrativa, gráficos e música, enquanto as principais críticas centraram-se nos estágios finais repetitivos e elementos de sua jogabilidade social e áudio. O jogo gerou várias mídias adicionais como mangás, livros e títulos spin-offs. Uma sequência direta chamada Bravely Second: End Layer foi lançada em 2015.